# Francisco de Enzinas

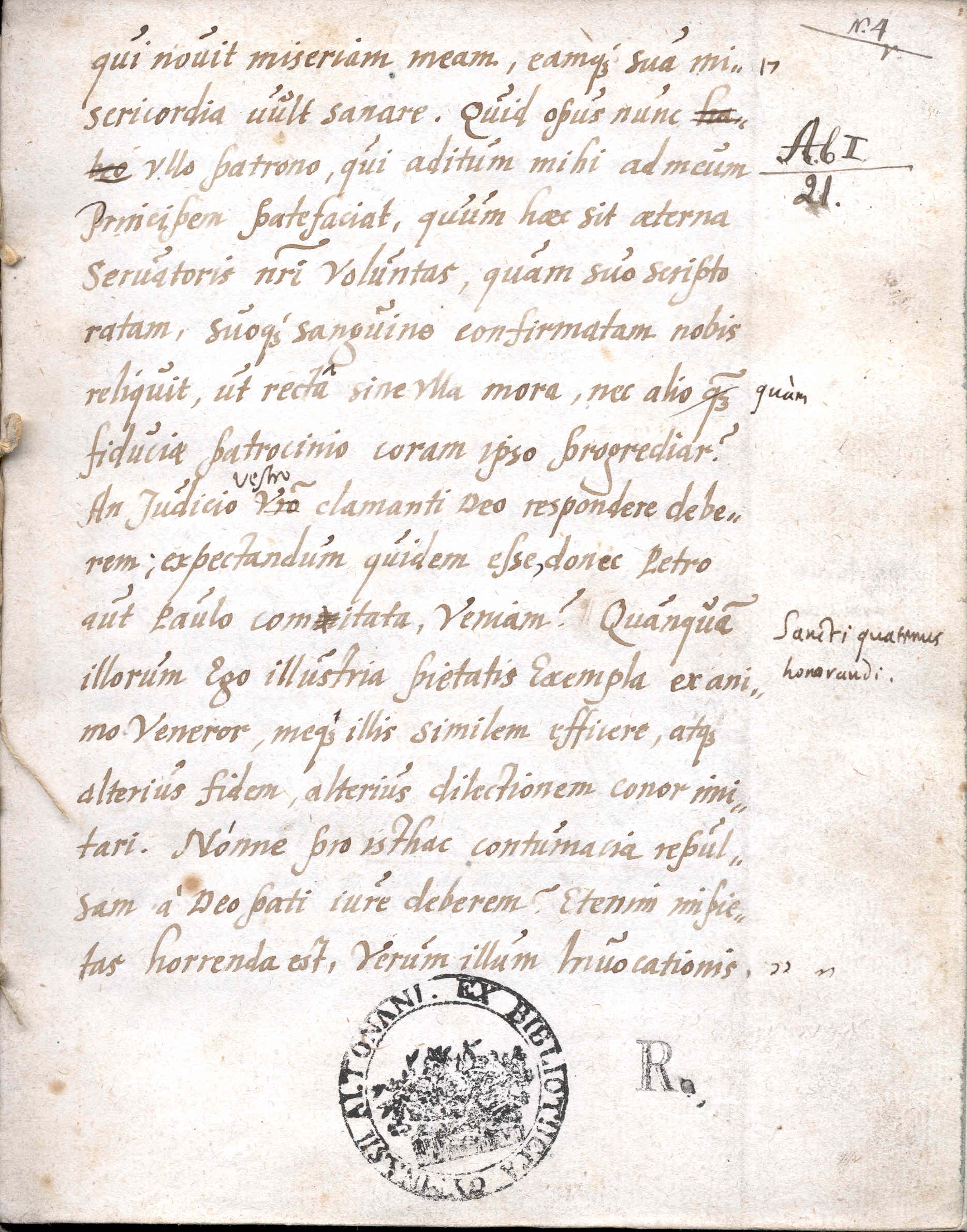
Die erste Seite des (unvollständigen) Altonaer Manuskripts der Historia de statu Belgico von Francisco de Enzinas, 1545 (N.4r; S. 17)

Francisco de Enzinas (* 1. November 1518 in Burgos; † 30. Dezember 1552 in Straßburg), auch bekannt als Franciscus Dryander, Françoys du Chesne, Quernaeus, Eichmann, van Eyck (nach span. encina = [Stein-] Eiche), war ein spanischer Humanist und Protestant, der als Erster das Neue Testament aus dem Griechischen ins Spanische übersetzte.
Francisco de Enzinas lebte als spanischer Protestant im 16. Jahrhundert auf der Flucht. Er hinterließ eine womöglich bis heute noch nicht in vollem Umfang erfasste Zahl von Übersetzungen antiker, insbesondere griechischer Autoren ins Spanische sowie zum Teil unter Pseudonym verfasste selbständige Schriften.

## Leben und Wirken

### Herkunft

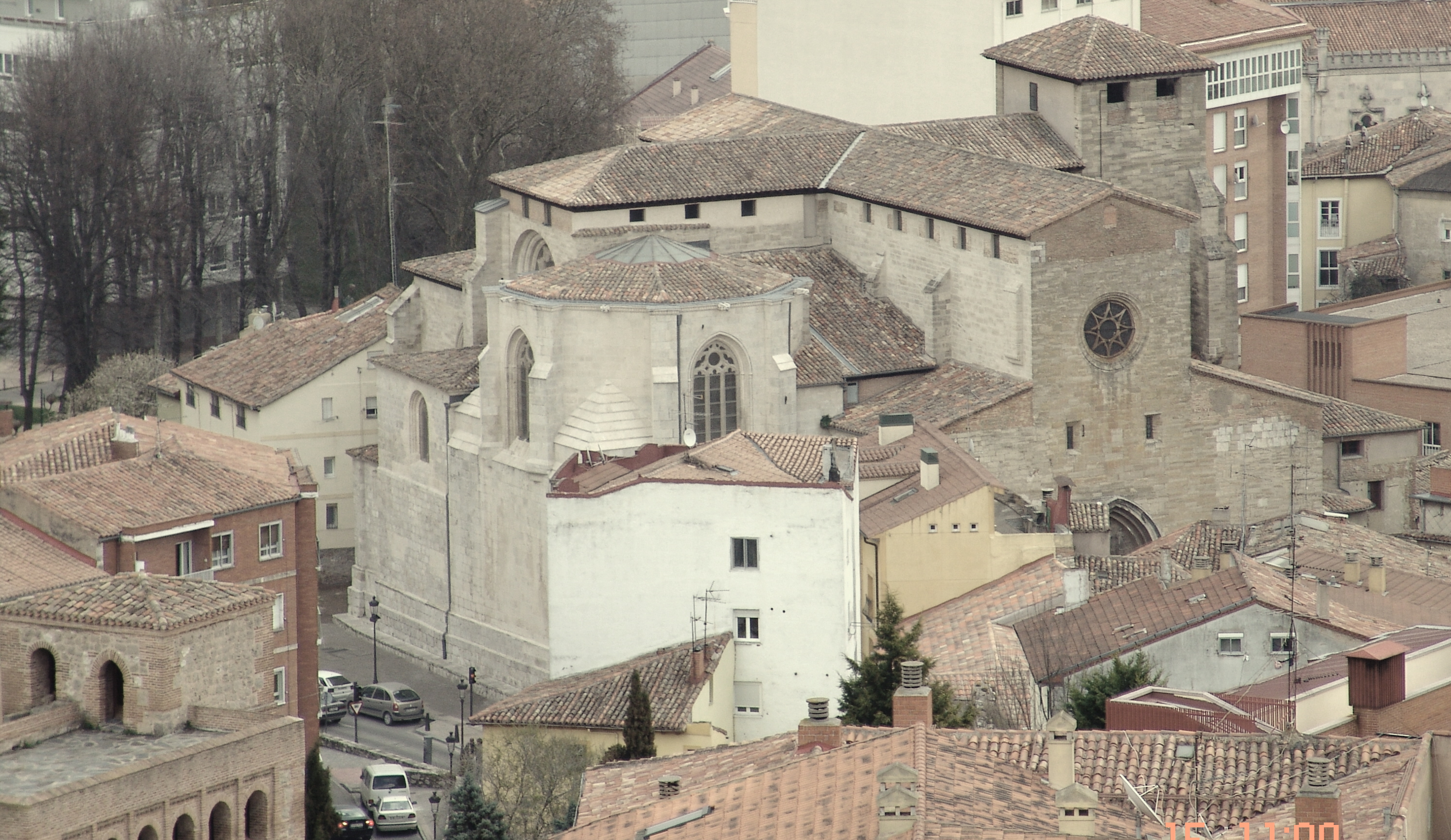
San Gil in Burgos, mit der Grabkapelle der Familie Enzinas links neben dem Rundbau

Francisco de Enzinas, der sich selbst auch Dryander nannte, kam laut Aussage eines Zeitgenossen am 1. November 1518 in Burgos, Spanien, zur Welt (so 2004 das Oxford Dictionary of National Biography, ältere biographische Quellen sagen 1520). Sein Vater Juan de Enzinas war ein erfolgreicher und wohlhabender Kaufmann. Die Mutter Ana starb früh (wohl 1527) und der Vater heiratete 1528 – da war Francisco 10 Jahre alt – ein zweites Mal, eine Beatriz de Santa Cruz (ca. 1495 bis ca. 1573), die einer einflussreichen Familie aus Burgos entstammte und internationale Beziehungen in die Ehe einbrachte. Zur Verwandtschaft gehörte der Theologe Pedro de Lerma (1461–1541), der erste Kanzler der Universität Alcalá. Ein Onkel Franciscos, Don Pedro de Enzinas, war Archidiakon von Palenzuela und veranlasste 1566 den Bau einer Kapelle in der Kirche San Gil in Burgos, die neben dem sogenannten Cristo de Burgos auch die Grabmäler einiger Mitglieder der Familie Enzinas beherbergt.

### Werdegang

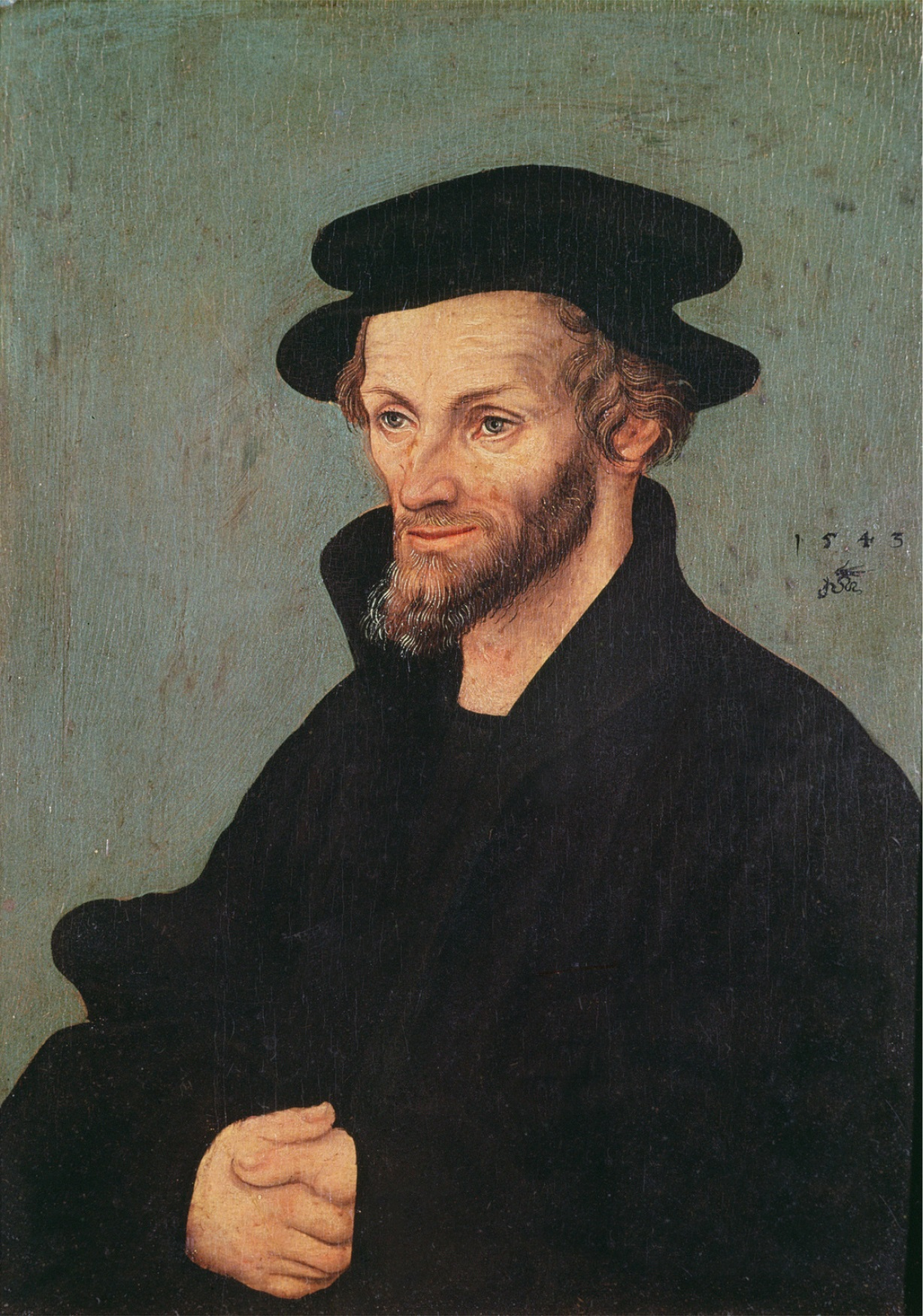
Cranach d. Ä.: Melanchthon, 1543

Durch seine verwandtschaftlichen Beziehungen kam Francisco de Enzinas bereits in jungen Jahren in die Niederlande. In den Matrikeln der Universität Löwen taucht er 1539 auf. Hier lernte er u. a. Albert Ritzaeus Hardenberg kennen und wurde mit den Schriften und Ideen von Erasmus und Luther, wahrscheinlich auch mit denen Philipp Melanchthons, erstmals vertraut. Einer seiner Brüder, Diego de Enzinas, studierte mit ihm am Collegium Trilingue in Löwen und betreute 1542 in Antwerpen den Druck zweier Texte mit dem Titel Breve y compendiosa institución de la religión cristiana: einen Katechismus von Johannes Calvin, den Francisco ins Spanische übersetzt hatte, und die spanische Fassung von Luthers Von der Freiheit eines Christenmenschen. Diego starb 1547 in Rom auf dem Scheiterhaufen.
Im Sommer 1541 reiste Francisco de Enzinas nach Paris, um seinen Verwandten Pedro de Lerma, unterdessen Dekan der theologischen Fakultät an der Sorbonne, zu besuchen, der im August desselben Jahres verstarb. Am 27. Oktober 1541 immatrikulierte er sich in Wittenberg und setzte sein Studium des Griechischen fort bei Philipp Melanchthon.

### Haft
Möglicherweise hatte Francisco de Enzinas bereits in Löwen damit begonnen, das Neue Testament aus dem Griechischen ins Spanische zu übersetzen; in Wittenberg wohnte er im Hause Melanchthons, der das Vorhaben ausgesprochen unterstützte, und stellte die Übersetzung bis Ende 1542 fertig. Mit der für den Druck vorbereiteten Fassung reiste er im Winter 1542/43 in die Niederlande, wo er eher als in Wittenberg einen Drucker fürs Spanische finden konnte und die Vertriebswege nach Spanien günstiger waren, da die Niederlande zum Hoheitsbereich Karls V. gehörten. Im Oktober 1543 wurde El Nuevo Testamento de nuestro Redemptor y Salvador Jesu Christo in Antwerpen gedruckt. Am 25. November 1543 gelang es Francisco de Enzinas – wiederum durch verwandtschaftliche Beziehungen –, ein Exemplar seiner gedruckten Übersetzung persönlich Kaiser Karl V. in Brüssel zu überreichen. Am 13. Dezember 1543 wurde er auf Veranlassung von Pedro de Soto, Dominikaner und Beichtvater des Kaisers, verhaftet und ins Brunta-Gefängnis in Brüssel überstellt, in dem er knapp anderthalb Jahre einsaß. Das Nuevo Testamento wurde konfisziert. Durch die Beziehungen seiner Familie wurde Enzinas zu einem diplomatischen Fall. Anfang 1545 konnte er fliehen, zunächst nach Antwerpen und von dort nach Wittenberg, wo er im März des Jahres wieder bei Melanchthon war. Auf dessen Bitte schrieb er dort in wenigen Monaten seine Erlebnisse in den Niederlanden auf und betitelte sie Historia de statu Belgico et religione Hispanica. Er ließ sie zu seinen Lebzeiten nicht drucken.

### Leben auf Reisen
Im Laufe des Jahres 1545 erhielt Francisco de Enzinas in Wittenberg unter Androhung der Todesstrafe und der Konfiszierung seines Besitzes die Aufforderung des Kaisers, ins Gefängnis zurückzukehren; Francisco kümmerte sich daraufhin in Leipzig zunächst um seine Finanzen.

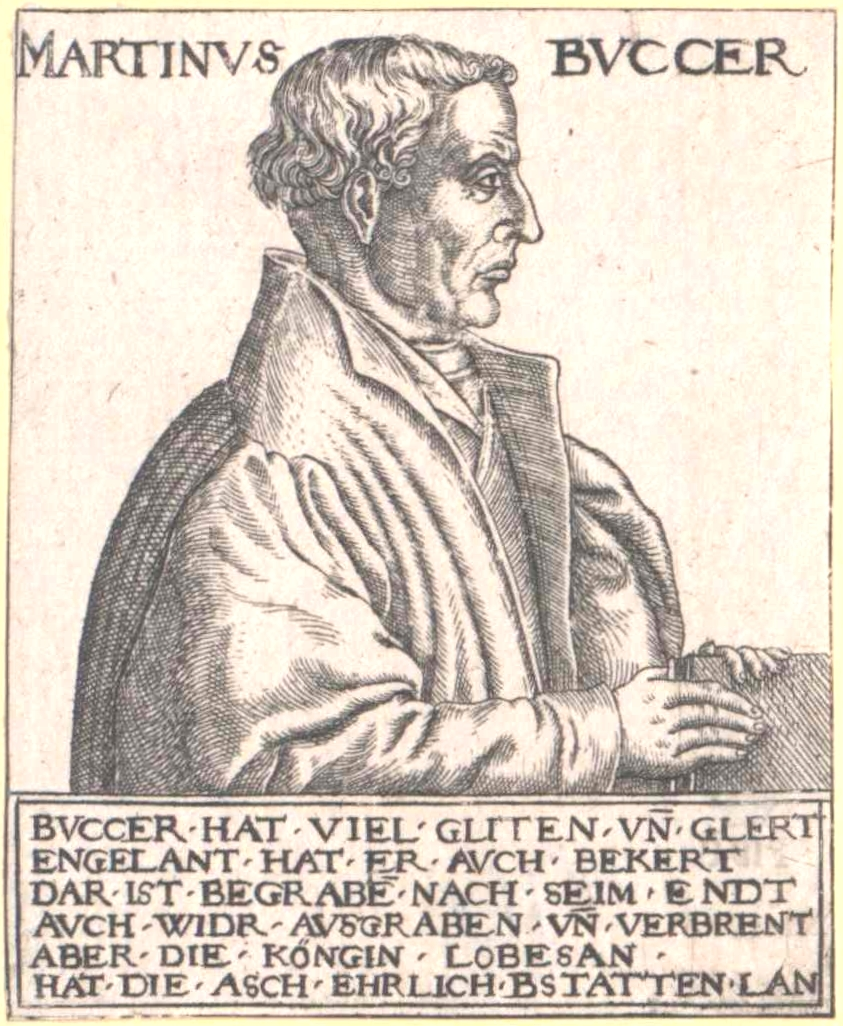
Martin Bucer (Radierung, vor 1600)

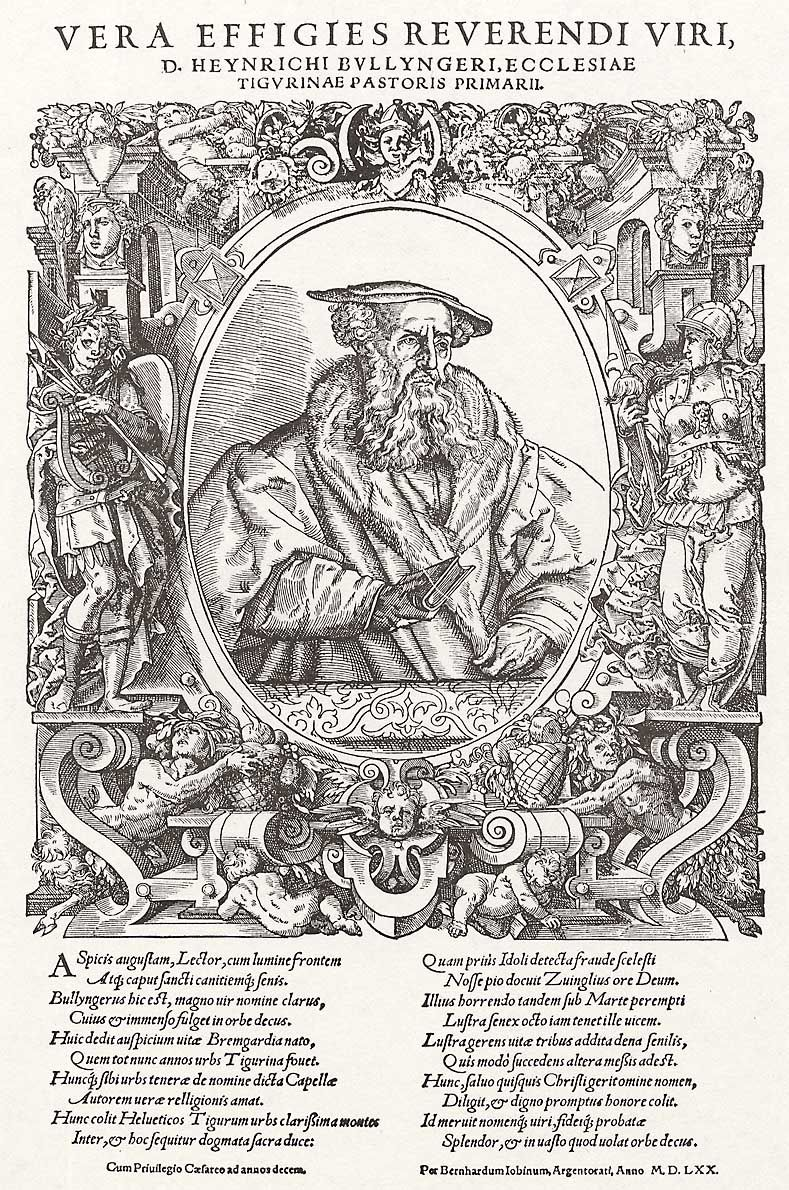
Heinrich Bullinger (Holzschnitt, 1570)

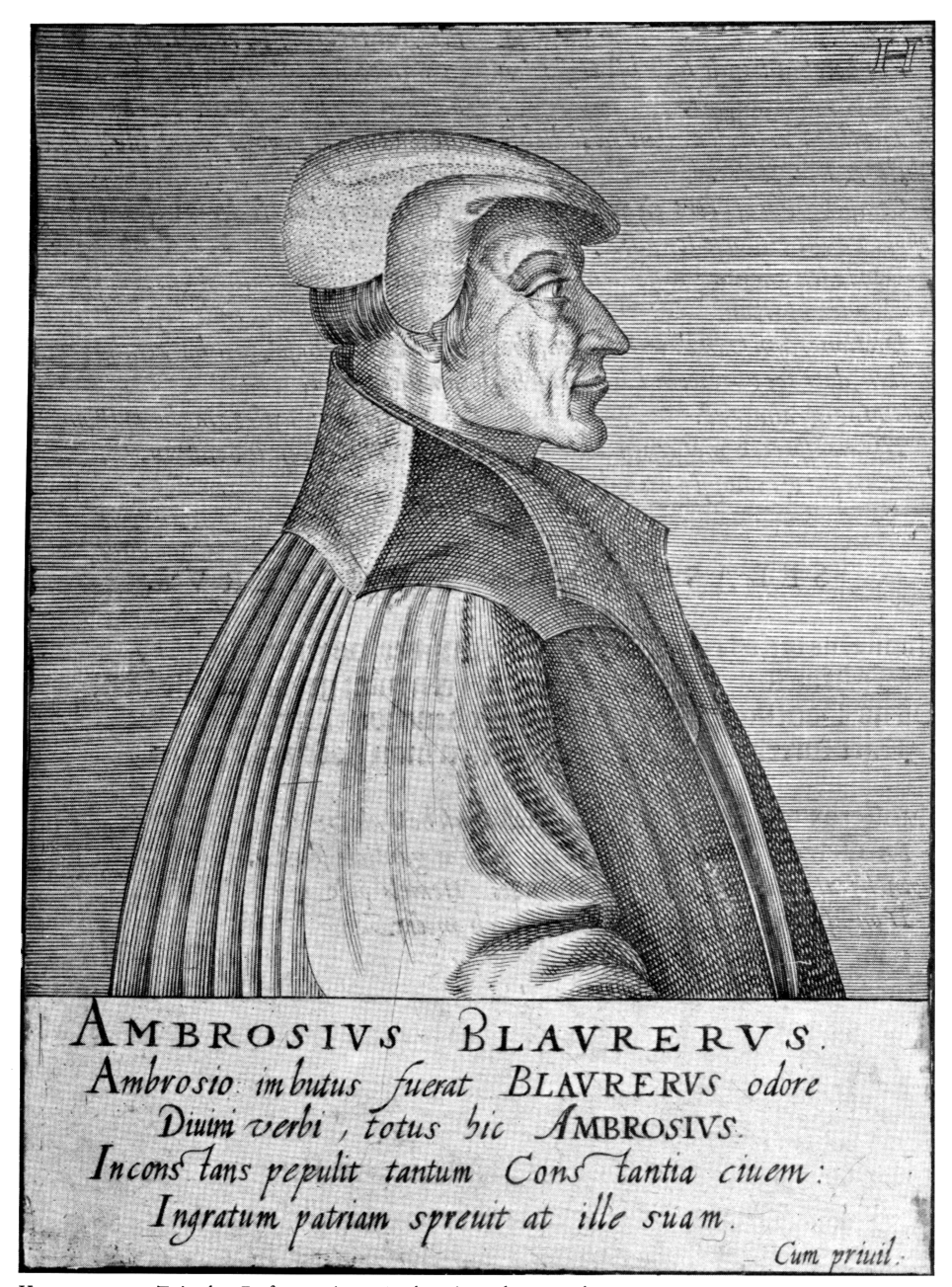
Ambrosius Blarer (Holzschnitt, 2. Hälfte 16. Jh.)

Anfang 1546 erfuhr er aus Spanien, dass auf Betreiben des kaiserlichen Beichtvaters de Soto nicht nur sein Erbe eingefroren, sondern über seine Familie auch der Bann gesprochen werden solle, sofern Francisco sich nicht nach Italien begeben werde. Franciscos Freund Juan Díaz, Spanier und Protestant wie er, schlug ein Treffen in Nürnberg vor; am 27. März wurde Díaz in Neuburg an der Donau auf Betreiben des eigenen Bruders Alfonso ermordet.
Im Sommer 1546 reiste Francisco de Enzinas nach Straßburg zu Martin Bucer und besuchte anschließend in Zürich Heinrich Bullinger, in St. Gallen Joachim Vadian und Hieronymus Sailer und in Konstanz Ambrosius Blarer von Giersberg, bevor er sich in Basel immatrikulierte. Hier schrieb er einen Bericht über die Ermordung des Juan Díaz, der im selben Jahr unter dem Pseudonym eines Begleiters Díaz’ und Zeugen der Tat erschien: Historia vera de morti sancti viri Ioannis Diazii Hispani […] per Claudium Senarclaeum. Er ließ ein Traktat zum Trienter Konzil drucken, in dem er dieses Konzil, wie Eduard Böhmer (1893) bemerkt, „schneidig kritisiert“.
Im Jahre 1547 unternahm Francisco de Enzinas eine weitere Reise durch die Schweiz und ließ im selben Jahr seine spanische Übersetzung von Plutarchs Kimon und Lukullus in Basel drucken. Dort erreichte ihn überdies die Nachricht, dass sein Bruder Diego in Rom als Ketzer verbrannt worden war. Er gab seinen Wohnsitz in Basel auf und zog nach Straßburg, da er sich in der Schweiz nicht mehr sicher fühlte. 1548 heiratete er in Straßburg Margarethe Elter (auch: Marguerite d'Elter). Obwohl de Enzinas über keinen formellen akademischen Abschluss verfügte, wurde er durch die Vermittlung von Bucer und Melanchthon als Regius Professor of Greek an die Universität Cambridge in England berufen. Im Oktober begann er dort mit dem Griechischunterricht, und seine Frau brachte ihr erstes Kind, eine Tochter namens Margarita, zur Welt.
Francisco de Enzinas trieb in England seine Übersetzungen ins Spanische voran: Plutarch, Lukian, Livius. Nach gut einem Jahr verließ er seine kleine Familie, die er der Obhut des unterdessen ebenfalls in England niedergelassenen Bucer anvertraute, und reiste mit seinen Übersetzungen nach Basel, um sie dort bei Oporinus drucken zu lassen; er erhielt indes die dafür nötige obrigkeitliche Erlaubnis nicht. In Straßburg fand er einen Drucker, der 1550 mit dem Druck begann, so dass Enzinas beschloss, nicht mehr nach England zurückzukehren. Frau und Tochter kamen nach Straßburg. Francisco de Enzinas gründete dort einen Verlag für spanische Publikationen; 1551 wurde seine zweite Tochter Beatriz geboren.
1552 ereilte die Familie die in Straßburg heftig grassierende Pest. Francisco de Enzinas starb am 30. Dezember 1552, nur 34 Jahre alt; seine Frau erlag der Epidemie wenig später am 1. Februar 1553. Zurück blieben zwei kleine Töchter. Melanchthon bot sofort an, eins der Kinder bei sich aufzunehmen, auch die spanische Großmutter Beatriz kümmerte sich intensiv um das Sorgerecht. Gleichwohl blieben die Kinder in Straßburg, möglicherweise bei der dortigen Familie ihrer Mutter; es gibt aber auch Hinweise darauf, dass die Kinder in städtischer Obhut aufgewachsen sein könnten. Einige Quellen aus dem Sorgerechtsstreit mit Beatriz de Enzinas scheinen darauf hinzudeuten, dass die Mädchen später in Flandern lebten; was aus ihnen wurde, ist unbekannt.

### El Nuevo Testamento (1543)

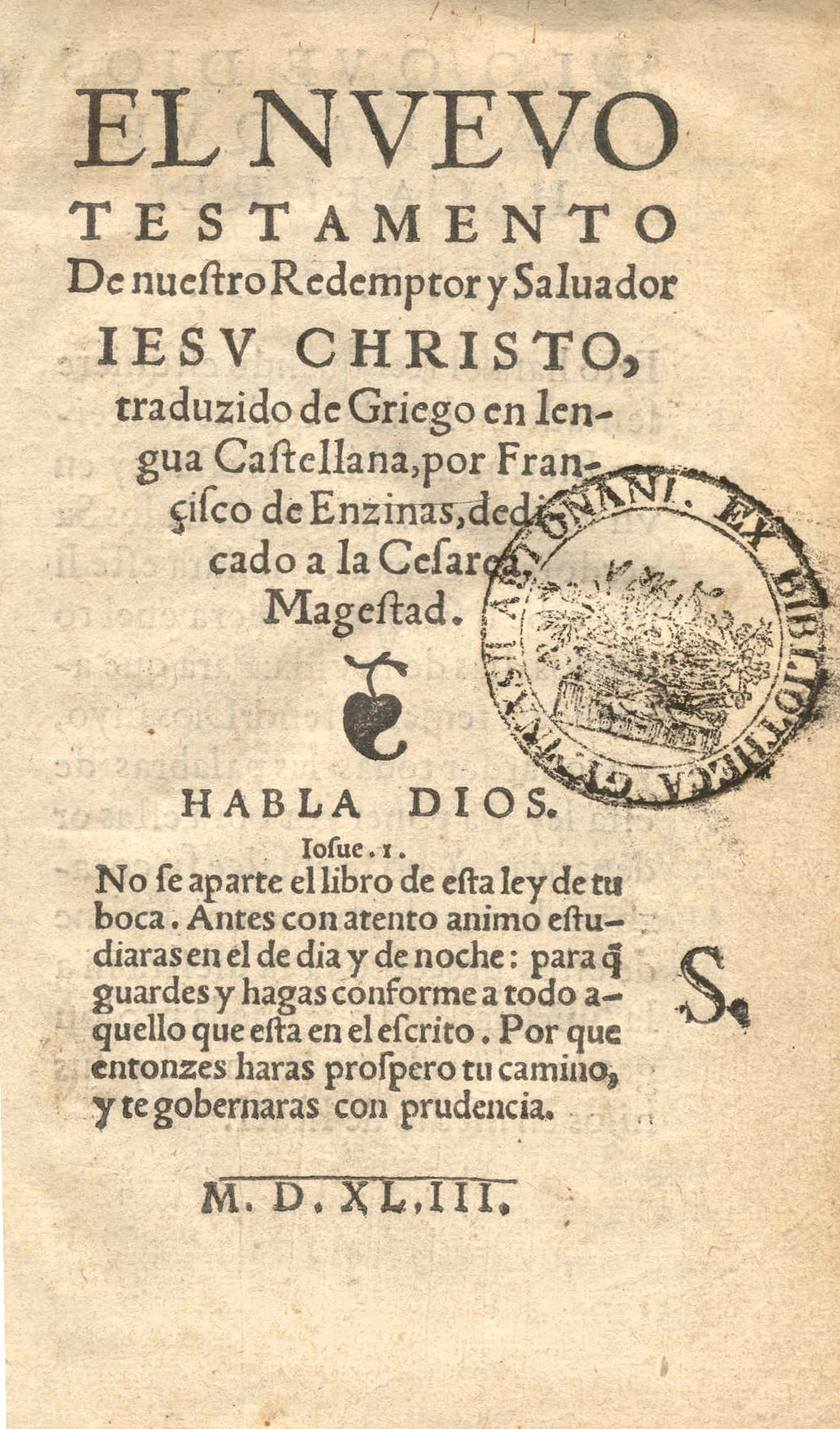
Titel, gedruckt von Stephan Mierdman, Antwerpen 1543

#### Editionsgeschichte

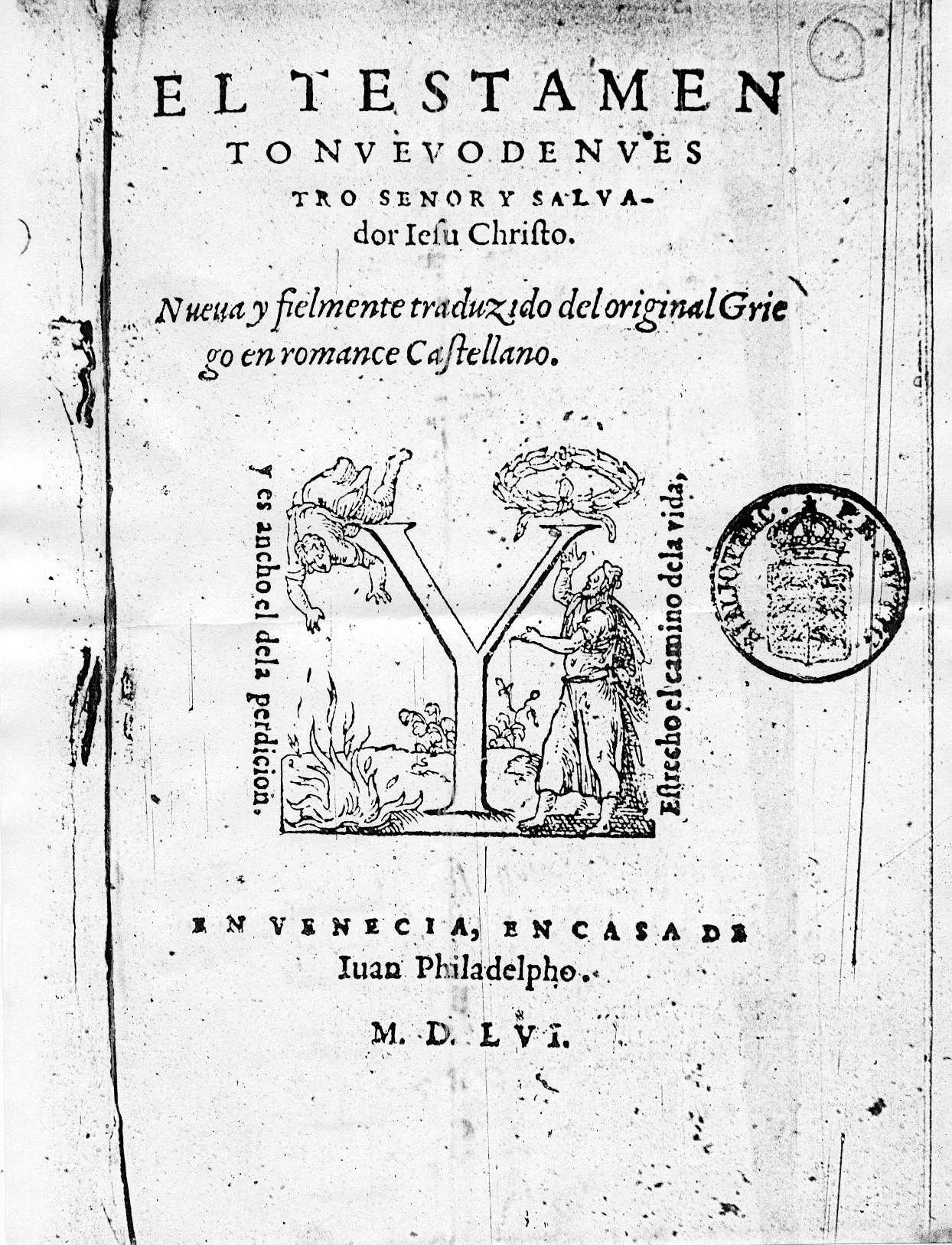
Titel der Ausgabe von Juan Pérez de Pineda (1556)

### Historia de statu Belgico (1545)

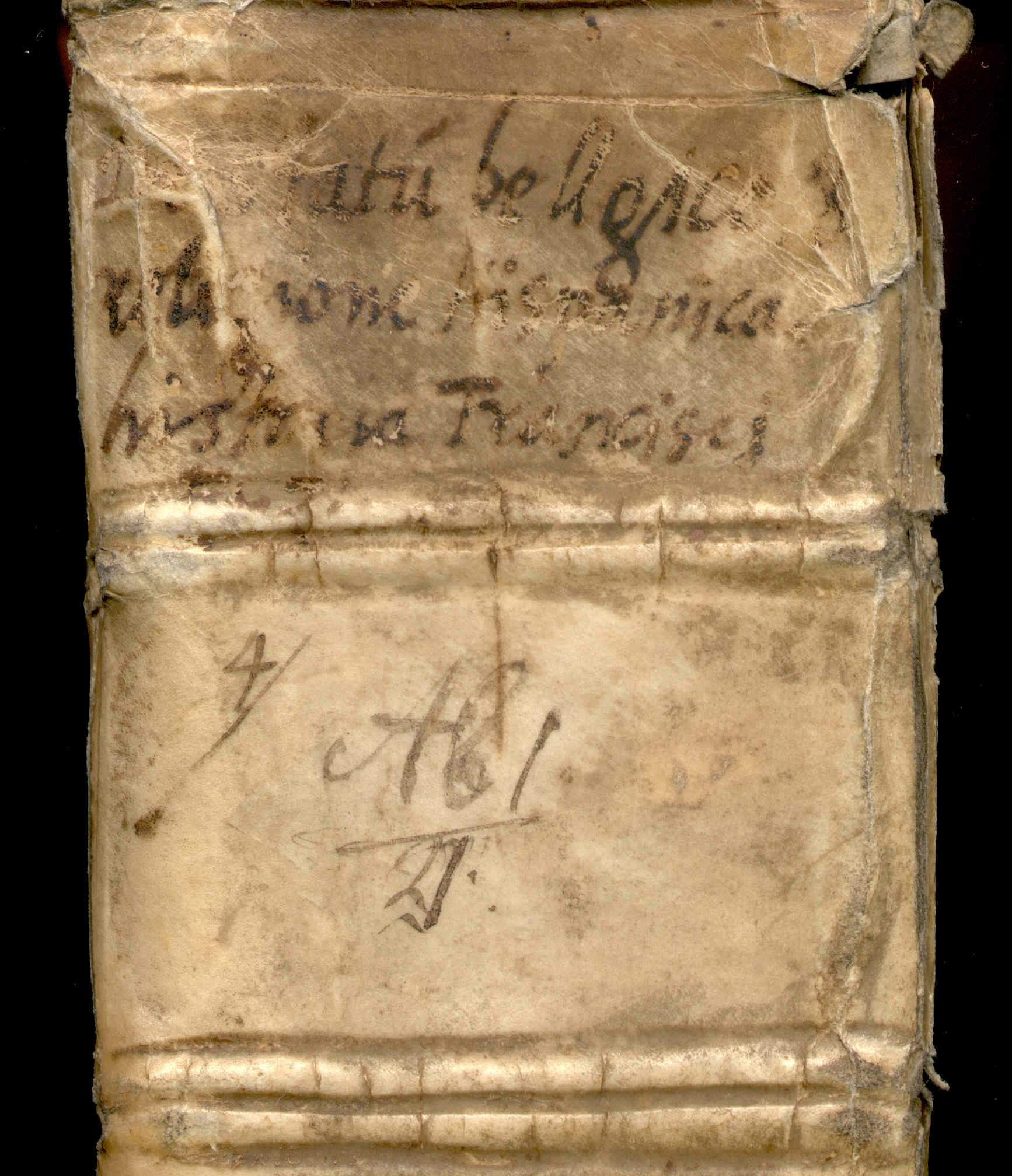
Lederrücken des Altonaer Manuskripts (Detail)

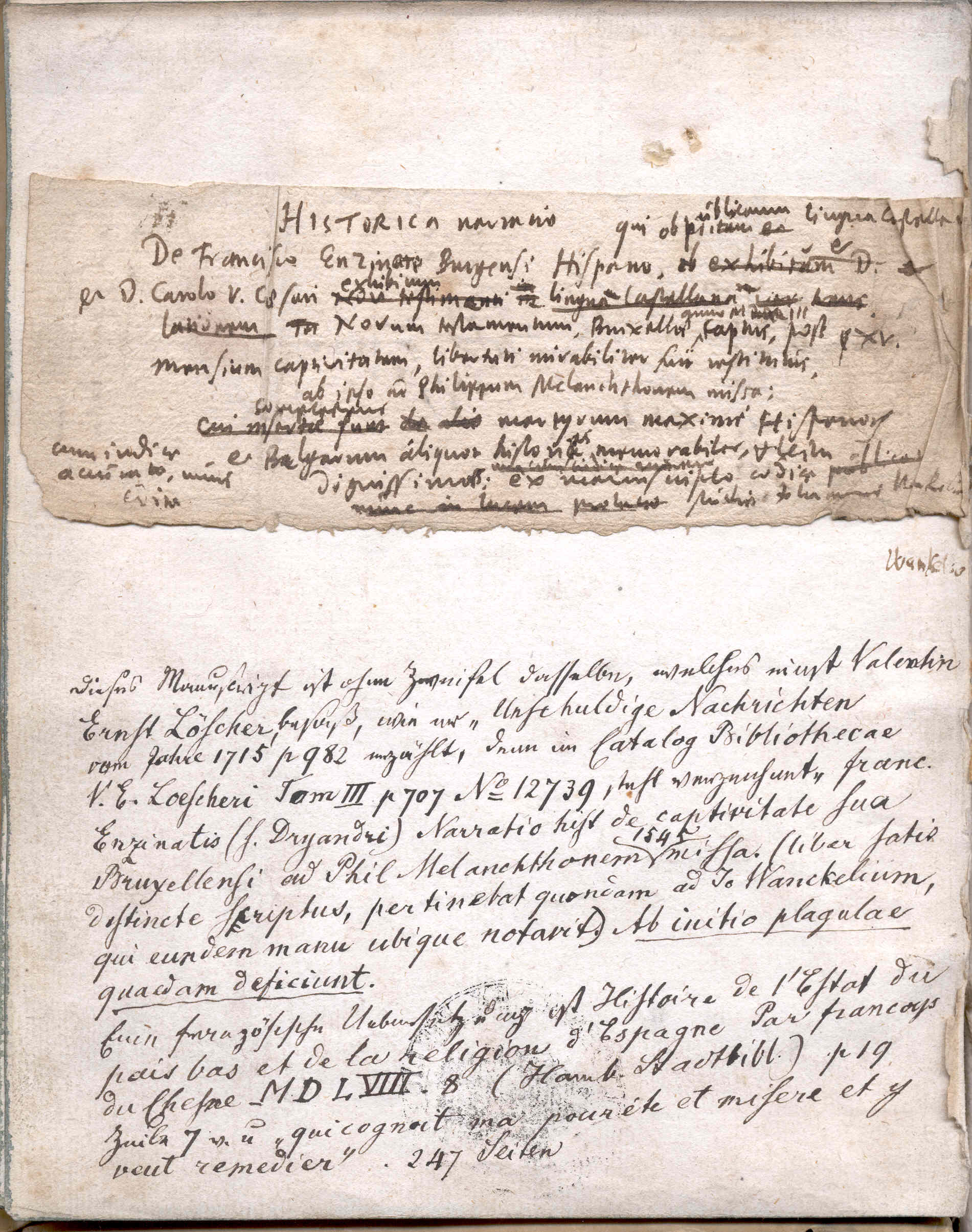
Besitzervermerke im Altonaer Manuskript der „Historia“